# Ministerium Clarendona

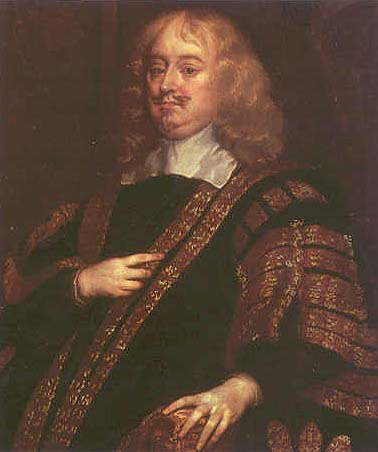
Hrabia Clarendon, lord kanclerz

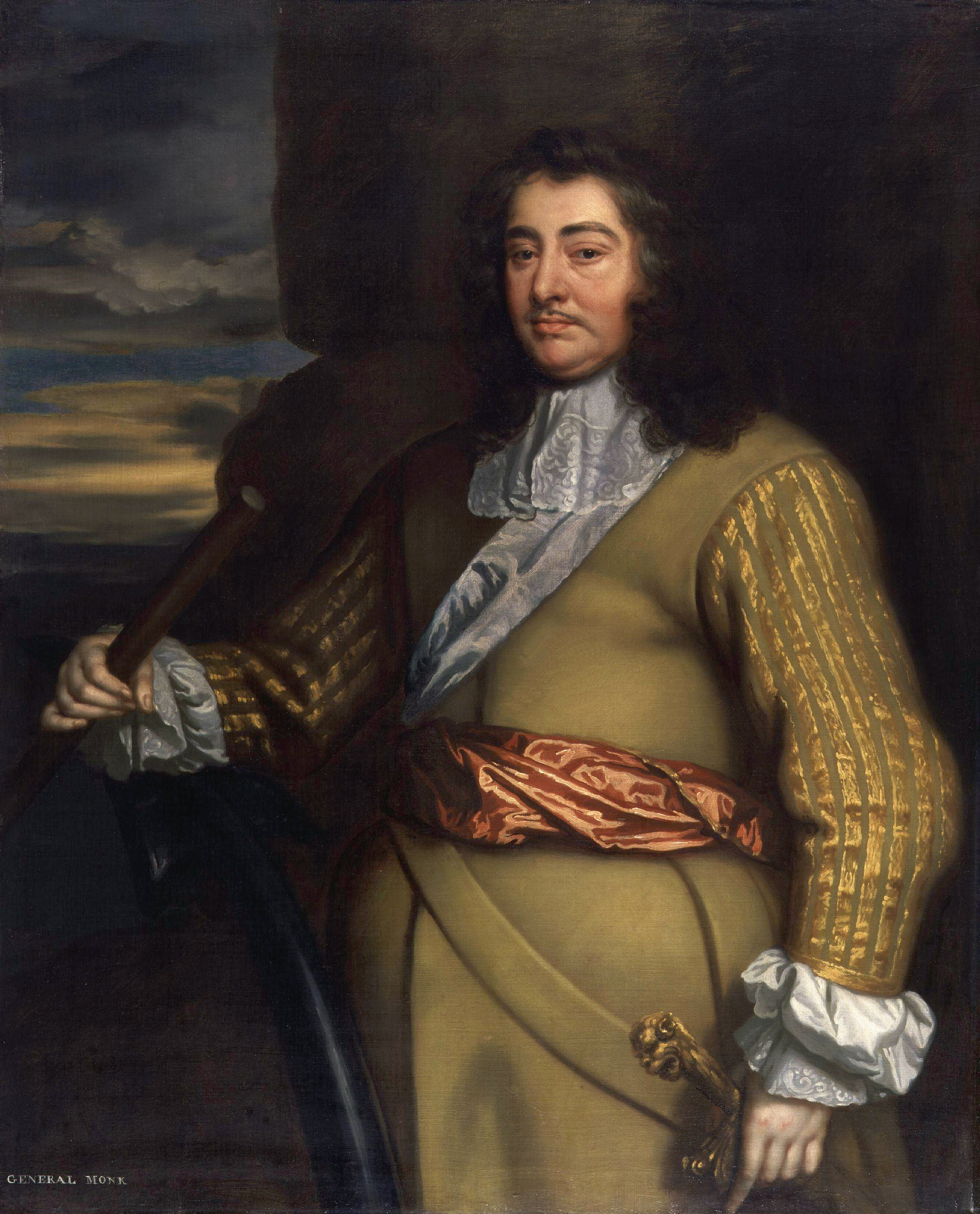
Książę Albemarle, Koniuszy Królewski, Lord namiestnik Irlandii

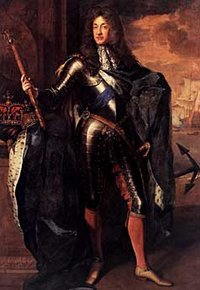
Książę Yorku i Albany, Lord Wielki Admirał

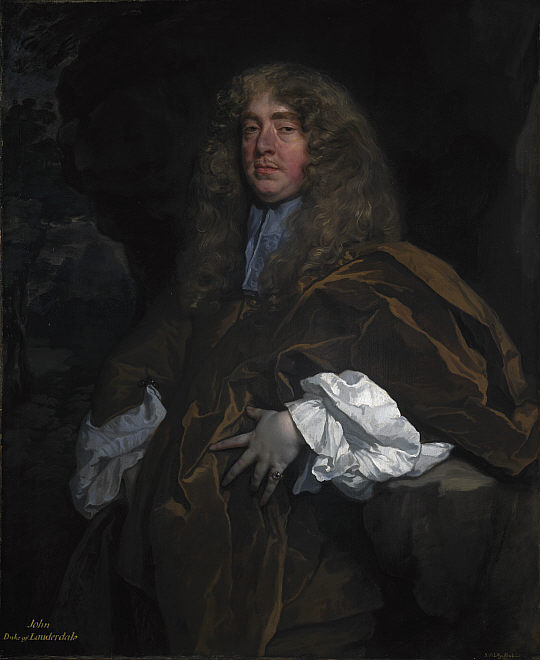
Hrabia Lauderdale, minister ds. Szkocji

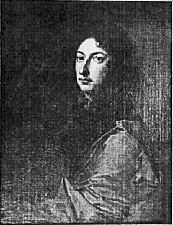
Baron Ashley, kanclerz skarbu

Ministerium pod przewodnictwem Edwarda Hyde’a, 1. hrabiego Clarendon, zostało sformowane po powrocie Karola II Stuarta na tron Anglii w 1660 r. Rdzeń ministerium stanowił Komitet Spraw Zagranicznych. W 1667 r., po porażce w wojnie z Holandią Clarendon utracił zaufanie króla, który zdymisjonował jego ministerium. Izba Gmin oskarżyła Clarendona w trybie impeachmentu i zmusiła go do ucieczki za granicę.

## Skład ministerium

### Komitet Spraw Zagranicznych
| Urząd                              | Imię i nazwisko                                                   | Kadencja            |
|                                    |                                                                   |                     |
| lord kanclerz                      | Edward Hyde, 1. hrabia Clarendon                                  | 1660–1667           |
| lord wielki skarbnik               | Thomas Wriothesley, 4. hrabia Southampton                         | 1660–1667           |
| lord steward                       | James Butler, 1. książę Ormonde                                   | 1660–1667           |
| Koniuszy Królewski                 | George Monck, 1. książę Albemarle                                 | 1660–1667           |
| Lord namiestnik Irlandii           | George Monck, 1. książę Albemarle James Butler, 1. książę Ormonde | 1660–1662 1662–1667 |
| Minister południowego departamentu | Edward Nicholas Henry Bennet, 1. baron Arlington                  | 1660–1662–1667      |
| Minister północnego departamentu   | William Morice                                                    | 1660–1667           |
| Sekretarz przy Admiralicji         | William Coventry                                                  | 1665–1667           |

### Pozostali członkowie ministerium
| Urząd                                           | Imię i nazwisko                        | Kadencja  |
|                                                 |                                        |           |
| Lord Wielki Admirał                             | Jakub Stuart, 1. książę Yorku i Albany | 1660–1677 |
| lord szambelan                                  | Edward Montagu, 2. hrabia Manchester   | 1660–1667 |
| Minister ds. Szkocji                            | John Maitland, 2. hrabia Lauderdale    | 1660–1667 |
| Skarbnik floty Wiceszambelan Dworu Królewskiego | George Carteret                        | 1660–1667 |
| lord tajnej pieczęci                            | John Robartes, 2. baron Robartes       | 1661–1667 |
| kanclerz skarbu                                 | Anthony Ashley-Cooper, 1. baron Ashley | 1661–1667 |